# Établissement balnéaire d'Imatra

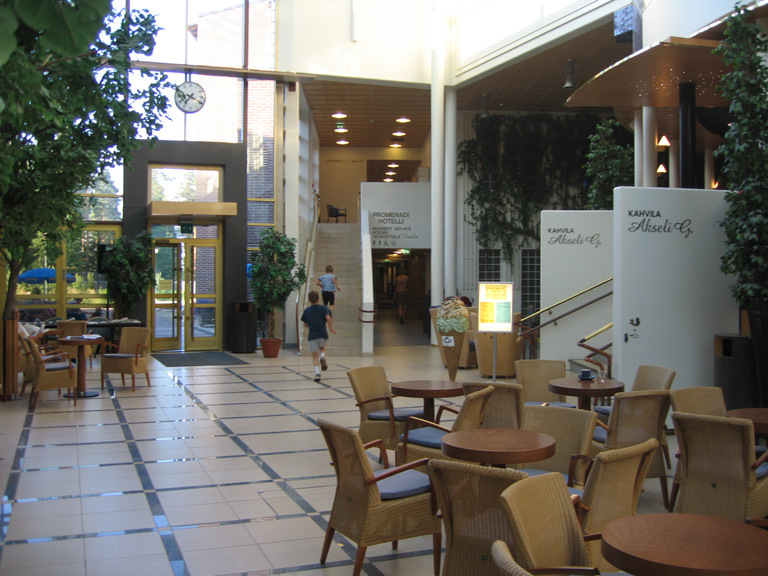
Vue intérieure de l'hôtel.

L'établissement balnéaire d'Imatra (en finnois : Imatran kylpylä) est une station balnéaire au bord du lac Saimaa à Imatra en Finlande. Lomaliitto ry a cédé sa participation dans Imatran Kylpylä Oy en 2009, lorsque la Fondation pour la réhabilitation de la Carélie du Sud en est devenue l'unique actionnaire. Lomaliitto a fait faillite fin 2009. Aujourd'hui, Ari Aspia est le directeur général de la station thermale et, depuis 2015, Harri Hirvelä en est le directeur général adjoint.

## Présentation
La station balnéaire polyvalente de l'est de la Finlande, est située dans le quartier d'Ukonniemi, à proximité du centre d'Imatra au bord du lac Saimaa.